# دیفنباخ-ا-وال
دیفنباخ-ا-وال (به فرانسوی: Dieffenbach-au-Val) یک کمون در فرانسه با جمعیت ۶۴۲ نفر است که در Canton of Villé واقع شده‌است.